# 8614 Svedhem
8614 Svedhem este o planetă minoră (asteroid), cu un diametru de 13,279 km, din centura de asteroizi. A fost descoperită pe 7 noiembrie 1978 la Observatorul Palomar de Eleanor F. Helin. 
Obiectul prezintă o orbită caracterizată de o semiaxă mare de 3,1510134 UAi, o excentricitate de 0,19, o înclinație de 3,11048 ° în raport cu ecliptica.